# Nauclea latifolia
Nauclea latifolia (synonym: Sarcocephalus latifolius) är en buske eller träd som tillhör familjen måreväxter (Rubiaceae). Artens inhemska utbredningsområde är västra tropiska Afrika till Etiopien och nordvästra Angola. Främst växer den i säsongsvis torra tropiska biom, som savannskog. Plantorna är flerstammiga buskar eller träd som vanligen blir upp till omkring 12 meter höga. Blommorna är små, vitaktiga och sitter i runda, huvudlika, blomställningar. Arten får köttiga frukter som är ätliga. Frukt och extrakt av löv används lokalt i traditionell medicin för att behandla olika åkommor, som hosta, feber (malaria) och mot parasiter. Annan nytta med växten är bland annat att boskap kan beta av skott och bladverket, att veden är resistent mot termiter och kan användas som bränsle, att barken kan användas inom växtfärgning och att blommorna bidrar med pollen och nektar till bin.
Synonymen Sarcocephalus latifolius har tidigare accepterats som ett gällande namn enligt en alternativ taxonomi som använts av vissa auktorer under 1900-talet och 2000-talet, och detta namn förekommer därför inom en del litteratur. Namnet Nauclea latifolia är ett äldre namn (1813) och Sarcocephalus latifolius ett yngre namn (1947). Ett handelsnamn för växten är opepe (den är dock inte den enda art som kan avses med detta namn).

## Bildgalleri

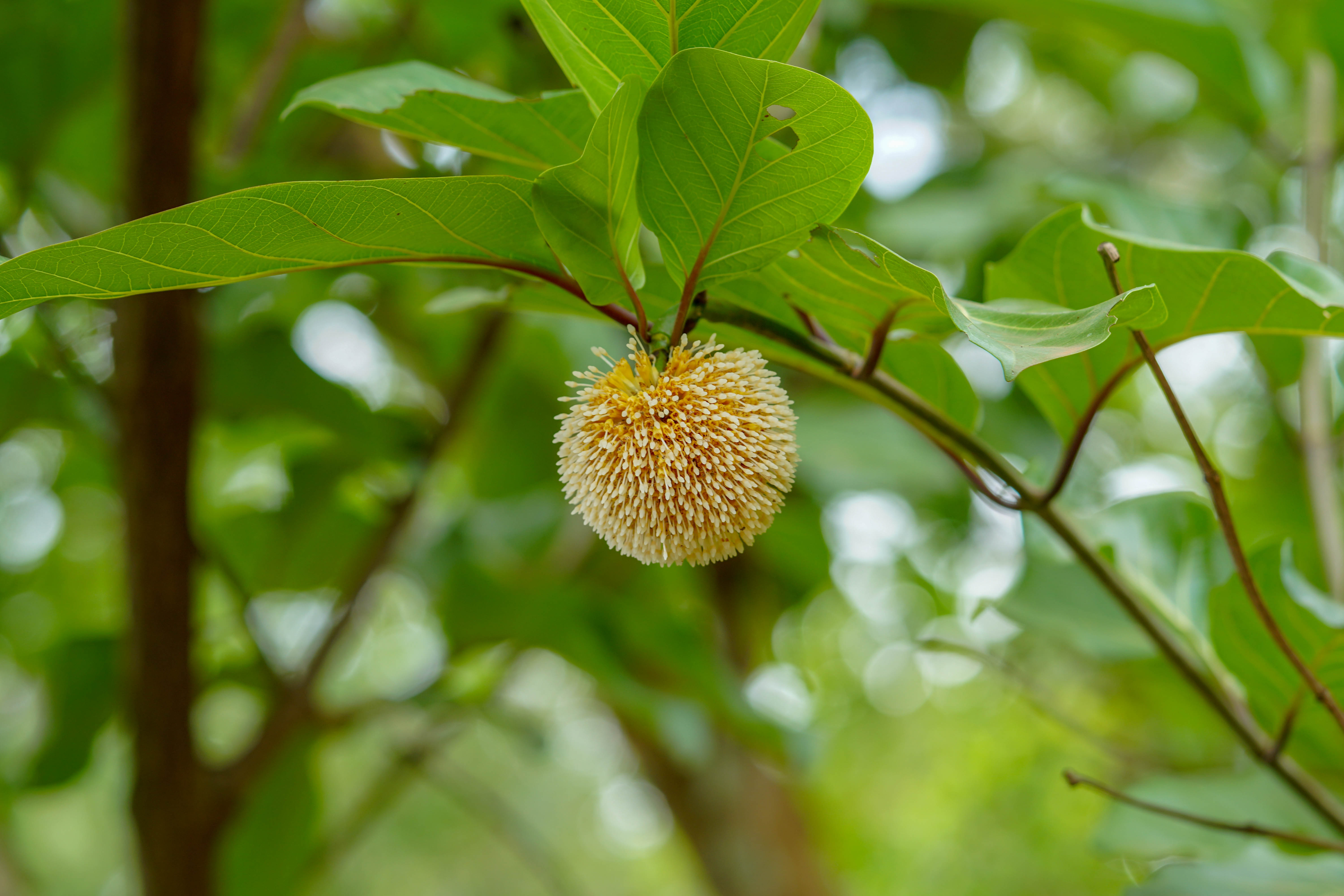
Gren med blad och blomma.
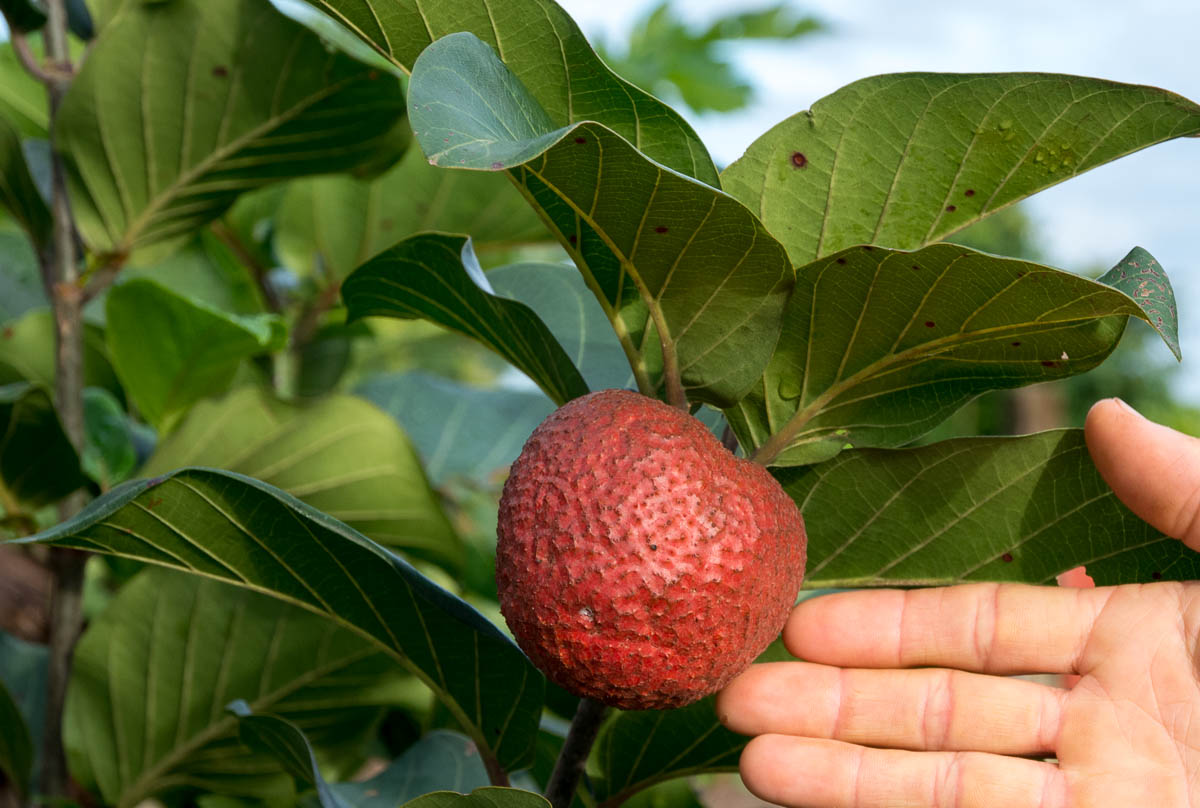
Frukt i en storleksjämförelse med en människas hand.
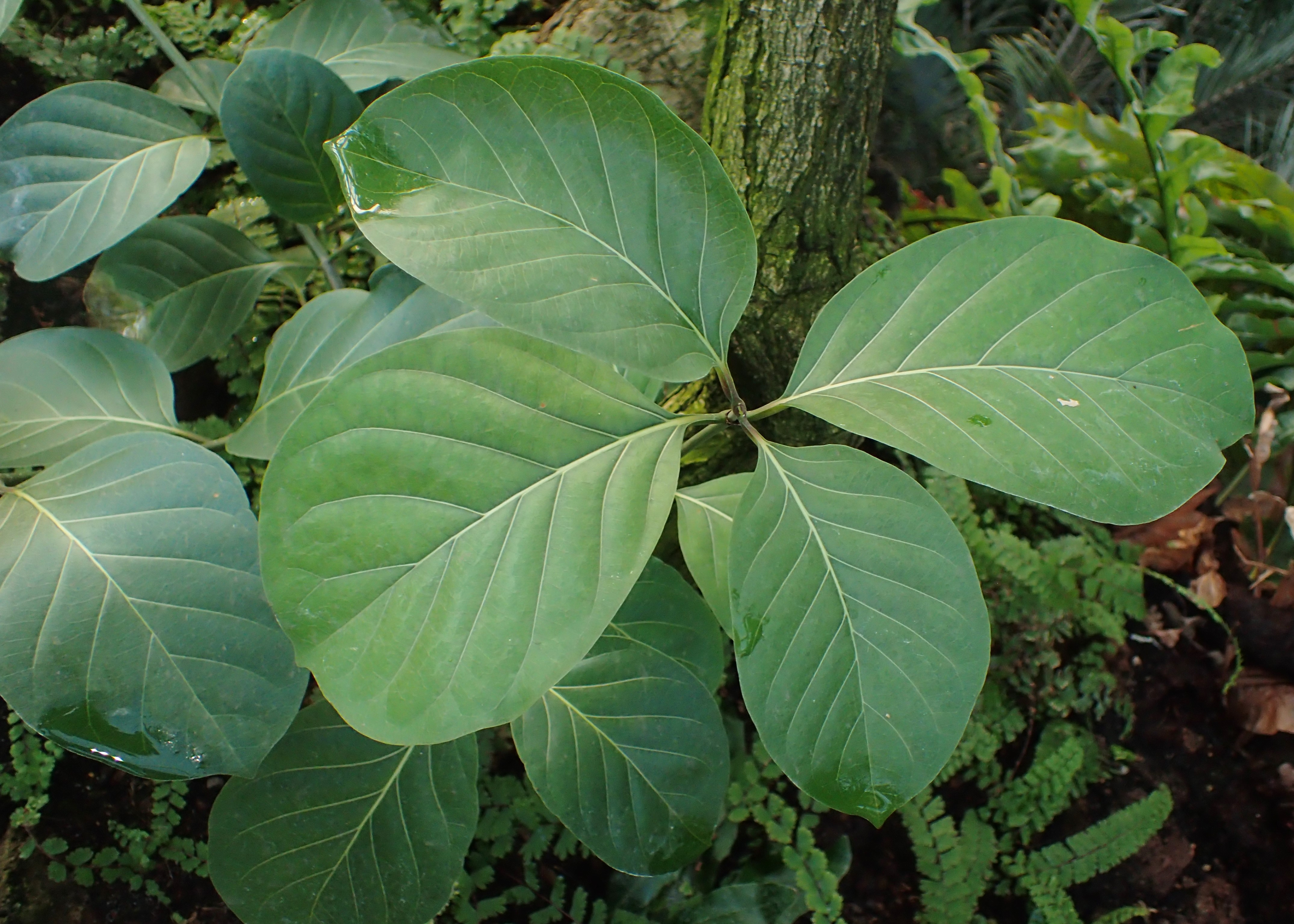
Närbild på blad.
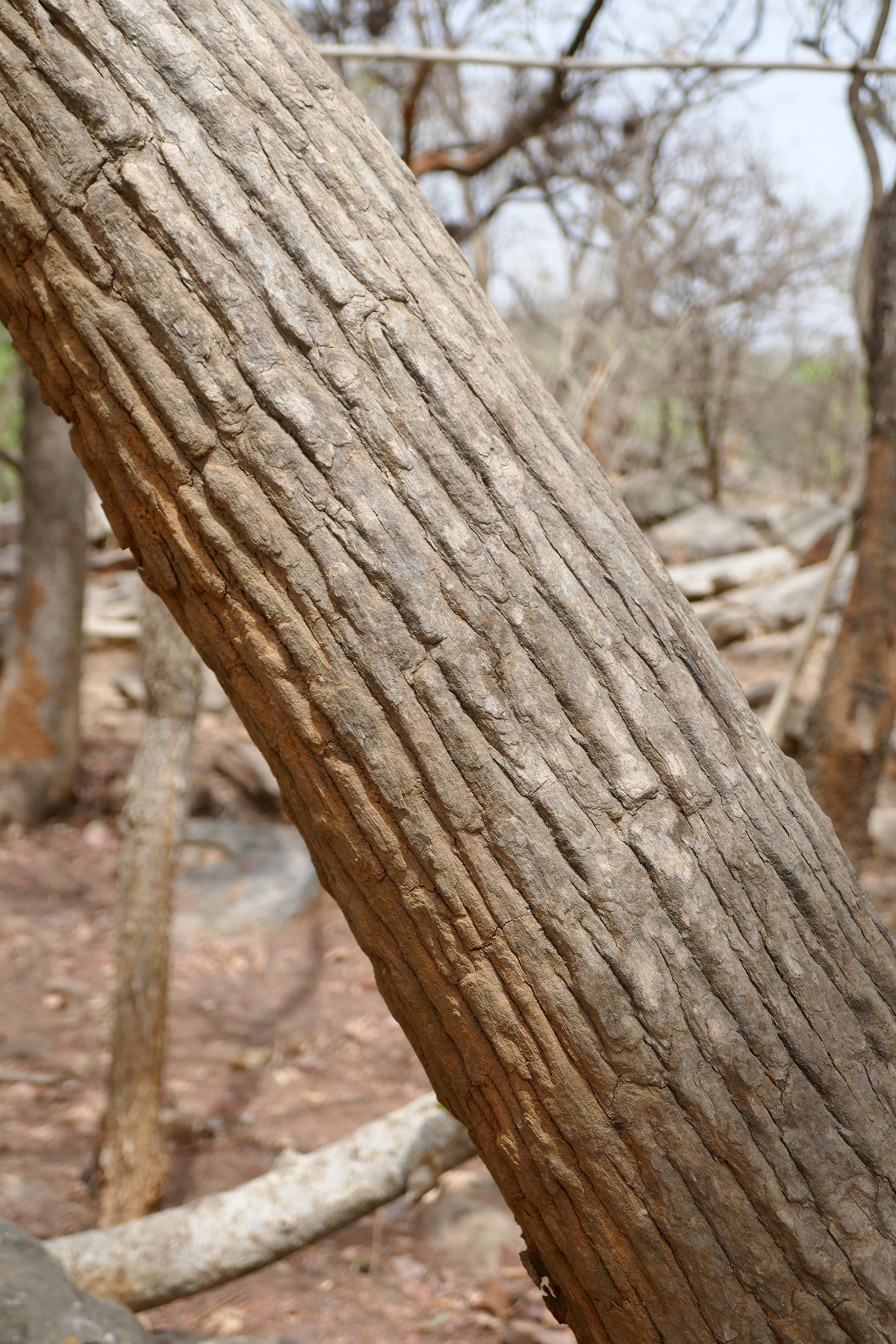
Bark på stam.